# 카초 에 페페
카초 에 페페(이탈리아어: Cacio e pepe ˈkaːtʃo e pˈpeːpe[*])는 로마에서 유래한 파스타 요리이다. 접시의 명칭은 카초에 페페(Cacio pepe)를 일부의 중부 이탈리아어 방언으로 직역하면, "치즈와 후추"를 뜻한다. 말 그대로, 이 요리에는 강판에 간 페코리노 로마노 치즈와 후추를 스파게티, 혹은 전통적인 토나렐리에 버무려 사용한다. 모든 재료가 오랜 기간 두고 먹을 수 있는 재료로 되어 있는데, 정처 없이 떠도는 양치기들에게 안성맞춤인 한끼거리다. 소스가 면에 잘 붙도록 거친 표면의 파스타를 쓰는 것이 좋다.

## 만드는 과정
파스타는 소금물에 끓여서 준비한다. 그 후 강판에 간 페코리노 로마노를 후추와 섞어 뜨겁고, 녹말 성분이 녹은 면수로 적신다. 면수의 열로 치즈가 녹으면 면수의 녹말이 후추와 치즈가 면에 잘 붙도록 돕는다.

## 변형
전통적인 카초 에 페페에는 잘 쓰지 않는 방법이지만, 해산물이나 염장육을 추가할 수도 있고, 리가토니 같은 다른 파스타를 쓸 수도 있는데, 표면이 거친 파스타면 대체해서 쓸 수 있다.

## 같이 보기
- 카르보나라
- 이탈리아 요리
- 파스타 요리 목록

## 참고 문헌
- Boni, Ada (1983) [1930]. 《La Cucina Romana》 (이탈리아어). Roma: Newton Compton Editori. ISBN 978-8854117815.